# Абдурахманов Гаїрбег Магомедович
Гаїрбег Магомедович Абдурахманов (нар. 5 листопада 1945, село Балахани, Унцукульський район, Дагестан — 23 липня 2018, Махачкала, Дагестан, Росія) — дагестанський ентомолог і зоогеограф, доктор біологічних наук. Автор 440 наукових праць, в тому числі 20 монографій.
У 1966 році закінчив біологічний факультет Дагестанського державного університету, а в 1967 році поступив до аспірантури Інститут зоології Азербайджанської Академії наук. Незабаром перевівся до аспірантуру Зоологічного інституту АН СРСР в Ленінграді, яку закінчив у 1970 році. У 1972 році захистив кандидатську дисертацію на тему «Комахи — шкідники плодових культур Дагестану», науковий керівник О. Л. Крижановський, місце захисту — Дагестанський державний університет.
25 років, починаючи з 1972, працював у Дагестанському педагогічному інституті, де дістав звання доцента і посаду завідувача кафедри зоології, згодом — екології. З 1996 року керує Дагестанським відділенням Російської екологічної академії.
У 1997 році перейшов на роботу до Дагестанського державного університету, де зайняв посаду декана екологічного факультету, що містить 4 кафедри: біології і біорізноманіття, екології, природокористування, геоекології.

## Найважливіші публікації
- Абдурахманов Г. М. Причины различий состава горной энтомофауны Восточной и Западной частей Большого Кавказа // Доклады АН СССР. — 1984. — т. 274. — № 1.
- Абдурахманов Г. М. Восточный Кавказ — глазами энтомолога. — Махачкала, 1987. — 136 с.
- Абдурахманов Г. М., Лобанов А. Л. Компьютерный банк данных по систематике и географическому распространению жуков-чернотелок (Coleoptera, Tenebrionidae) Кавказа // Материалы Всес. научно-метод. совещ. зоологов педвузов, часть 1. 1990. С. 5-6.
- Абдурахманов Г. М., Исмаилов Ш. И., Лобанов А. Л. Новый подход к проблеме объективного зоогеографического районирования. — Махачкала: Дагестанск. госпедуниверситет, 1995. — 325 с.
- Лобанов А. Л., Медведев Г. С., Абдурахманов Г. М. Новый подход к использованию фаунистических данных в зоогеографическом районировании // Зоол. журн. — 1995. —Т. 74. — Вып. 11. — С. 131—140.
- Medvedev G. S., Lobanov A. L., Abdurakhmanov G. M., Ismailov Sh. I. A new approach to the objective zoogeographical regionalization // XX International Congress of Entomology. Firenze, Italy, August 25 — 31, 1996. — Proceedings. 1996. — P. 02-102.
- Абдурахманов Г. М., Лопатин И. К., Исмаилов Ш. И. Основы зоологии и зоогеографии. — Москва, «Академия», 2001. — 496 с.